# Marszałek wojsk pancernych
Marszałek wojsk pancernych – w Armii Czerwonej i Siłach Zbrojnych ZSRR stopień w grupie marszałków rodzajów wojsk i służb, wprowadzony 16 stycznia 1943 i zlikwidowany 25 marca 1993.
Stopień był wyższy od generała pułkownika wojsk pancernych, a niższy od głównego marszałka wojsk pancernych.